# Semawung Daleman
Semawung Daleman is een bestuurslaag in het regentschap Purworejo van de provincie Midden-Java, Indonesië. Semawung Daleman telt 3694 inwoners (volkstelling 2010).